# Rhabdoblatta kabakovi
Rhabdoblatta kabakovi är en kackerlacksart som beskrevs av Bei-Bienko 1969. Rhabdoblatta kabakovi ingår i släktet Rhabdoblatta och familjen jättekackerlackor.
Artens utbredningsområde är Vietnam. Inga underarter finns listade i Catalogue of Life.